# Stadtgas
Stadtgas oder Leuchtgas bezeichnet ein ab der Mitte des 19. Jahrhunderts weithin übliches Brenngas, das zumeist in städtischer Regie durch Kohlevergasung oder als Holzgas hergestellt wurde. Es diente zur Beleuchtung von Straßen und Wohnungen und dort auch zum Betreiben von Gasherden und Gasdurchlauferhitzern. Stadtgas in den öffentlichen Gasnetzen wurde in Europa in der zweiten Hälfte des 20. Jahrhunderts durch Erdgas ersetzt – 2009 gab es vereinzelt in China noch mit Stadtgas betriebene Gasnetze.

## Zusammensetzung
Stadtgas ist ein Gasgemisch. Die Zusammensetzung ist je nach Gaswerk und Herstellungsverfahren, der Art der Gaswäsche und auch der verwendeten Kohle verschieden. Für das ehemalige Wiener Gaswerk Simmering wird die Zusammensetzung von Stadtgas folgendermaßen angegeben:
- Wasserstoff H2 (51 %)
- Methan CH4 (21 %)
- Stickstoff N2 (15 %)
- Kohlenstoffmonoxid CO (9 %)

Daneben kommen verschiedene weitere Gase in Spuren vor, unter anderem geringe Mengen an Wasserdampf sowie Spuren von Kohlenstoffdioxid CO2, Sauerstoff O2 und andere flüchtige Kohlenwasserstoffe CmHn.
Um den Brennwert des reinen Kohlegases zu erhöhen, wurde dem Stadtgas am Anfang des 20. Jahrhunderts auch Wassergas, bestehend primär aus Kohlenstoffmonoxid und Wasserstoff, beigemischt. Nach dem Zweiten Weltkrieg wurde begonnen, den giftigen Kohlenstoffmonoxidanteil zu senken und dem Stadtgas verstärkt Erdgas mit seinem hohen Methananteil beizumischen. 
Diese Zumischungen veränderten die prozentualen Anteile der Gase im Stadtgas.

## Giftigkeit
Das Einatmen von Stadtgas verursacht eine Kohlenstoffmonoxidvergiftung. Es gab früher zahlreiche unbeabsichtigte Todesfälle und zahlreiche Suizidfälle („Aufdrehen des Gashahns“). 
In der DDR (wo es vielerorts Stadtgas gab) verwendete vermutlich rund ein Fünftel der Suizidenten Stadtgas bei ihrem Suizid.
Charles Norris, von 1918 bis 1935 der oberste Gerichtsmediziner von New York City, schrieb, es habe 618 tödliche Unfälle im Jahr 1925 durch unbeabsichtigte Kohlenmonoxid-Vergiftung gegeben, dazu 388 Suizide und drei Morde.
In Deutschland wird kein Stadtgas mehr ins öffentliche Gasnetz eingespeist. Es ist fast unmöglich, durch das Einatmen von Erdgas Suizid zu begehen.
In Hüttenwerken ist es allerdings noch üblich, das werksinterne Gasnetz mit dem in der Kokerei anfallenden Gas zu betreiben. 

## Produktion
Stadtgas wird durch Entgasen von Steinkohle unter Luftabschluss in Retorten oder Kammeröfen hergestellt. Ähnlich sind die Verfahren zur Erzeugung von  Wassergas und Generatorgas in Kokereien. Kokereigas besteht hauptsächlich aus Wasserstoff, Methan und Kohlenstoffmonoxid.

## Geruch
Kohle enthält immer einen gewissen Anteil Schwefel, so dass bei der Kohlevergasung auch Schwefelwasserstoff entsteht, wodurch ein typischer Geruch nach faulen Eiern verbreitet wird. Ausgetretenes Stadtgas war daher an seinem Eigengeruch stets gut erkennbar. Erdgas ist geruchsfrei und daher erst nach Odorierung wahrnehmbar. 

## Geschichte

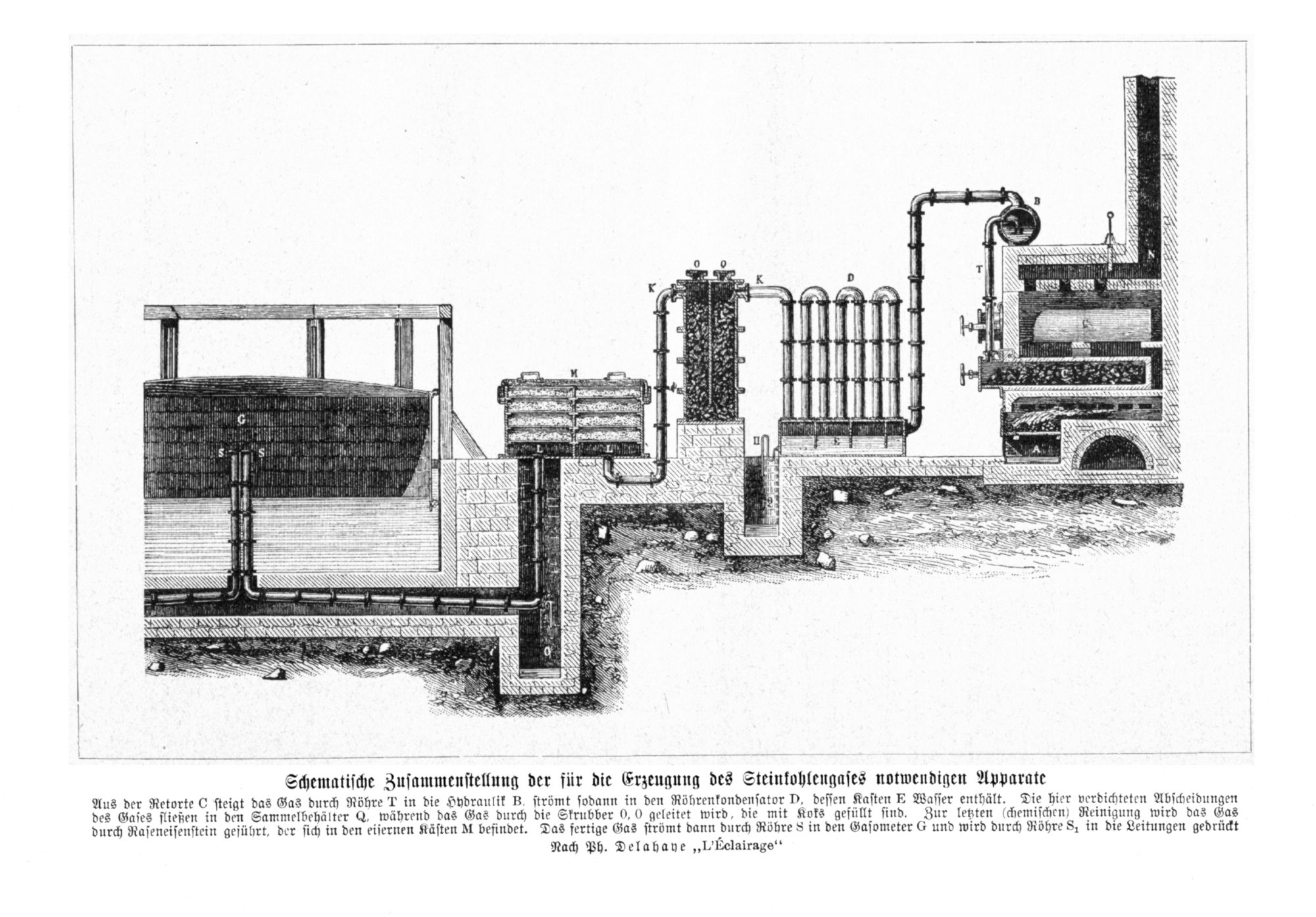
Herstellung von Steinkohlengas

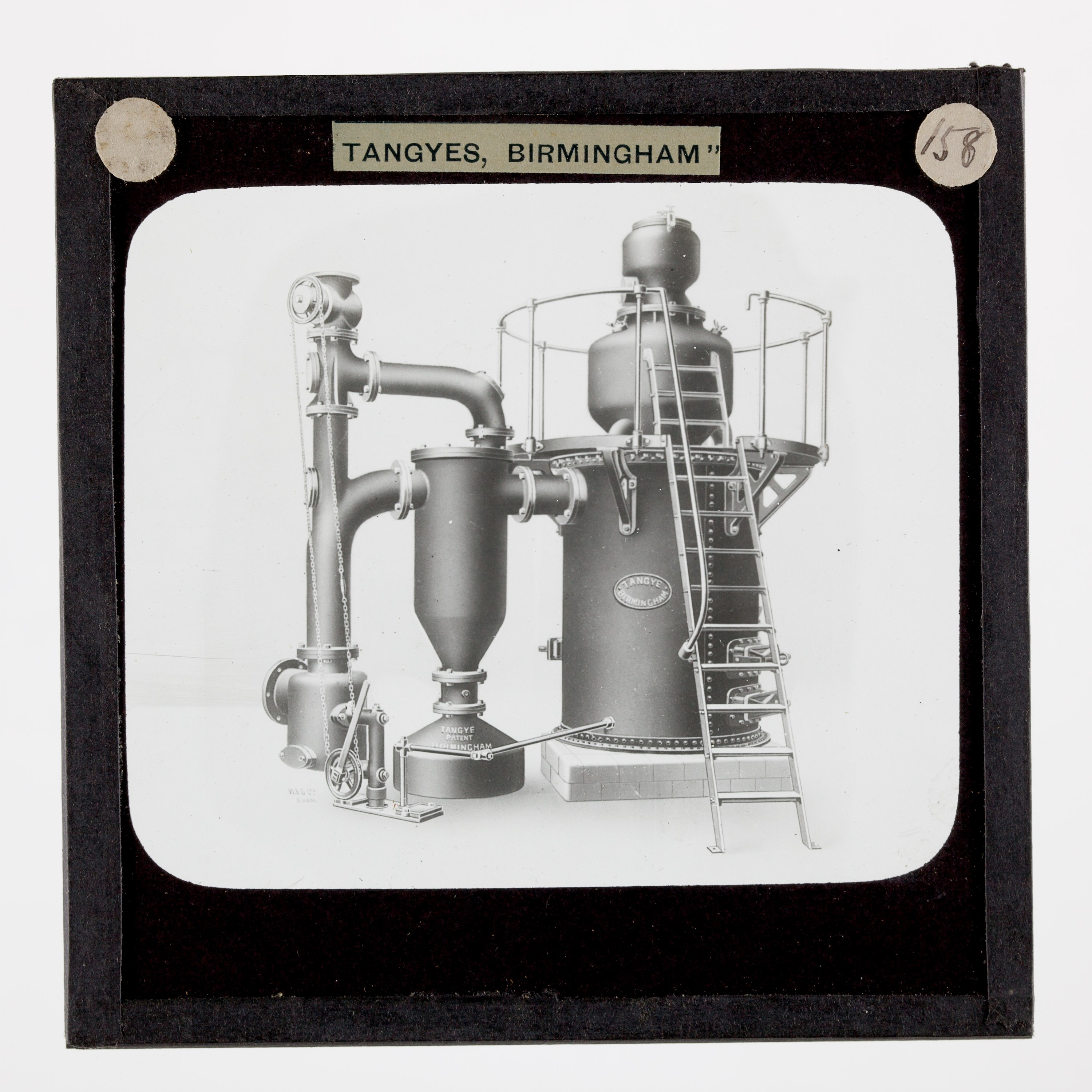
Herstellung von Holzgas

Die Vorgeschichte beginnt bei der Entdeckung der Kohlegase in der Frühzeit der modernen Chemie. Der flämische Wissenschaftler Johan Baptista van Helmont (1577–1644) entdeckte einen „wilden Geist“, der von erhitztem Holz und Kohle ausströmte, und bezeichnete es in seinem Buch Ursprünge der Medizin (1609) als „Gas“ (abgeleitet von Chaos). Ähnliche Experimente wurden unabhängig in anderen Regionen durchgeführt, etwa Johann Becker in München (1681) und John Clayton in Wigan in England (1684). Letzterer nutzte den „Kohlegeist“ zur Salonunterhaltung. Die Entwicklungsgeschichte der Holzvergasung geht auf den französischen Ingenieur Philippe Lebon zurück. Er erhielt 1799 das erste Patent zu seinen Erfindungen mit Gasen aus der Destillation von Holz und meldete nachfolgend weitere Erfindungen an.  Die erste funktionelle Gasbeleuchtung erfand William Murdoch (später Murdock) (1754–1839), dem nachgesagt wird, zuerst Kohle im Teekessel der Mutter erwärmt zu haben, um Leuchtgas zu produzieren. Er erforschte die Prozesse zur Herstellung, Reinigung und Speicherung weiter – zuerst beleuchtete er sein Haus in Redruth (1792), dann den Eingang des Polizeipräsidiums in Manchester (1797), später das Werksgelände von Boulton and Watt in Birmingham und schließlich die große Spinnerei in Salford in Lancashire im Jahre 1805.
Professor Johannes Petrus Minckeleers beleuchtete seinen Vorlesungsraum an der Universität Löwen seit 1783, und Lord Dundonald beleuchtete sein Haus in Culross in Schottland seit 1787, wobei das Gas in verschlossenen Kesselwagen von der lokalen Kokerei herantransportiert wurde. In Frankreich ließ sich Philippe Lebon die Gasbefeuerung 1799 patentieren und demonstrierte 1801 die Nutzung zur Straßenbeleuchtung. Weitere Beispiele finden sich zahlreich in Frankreich und den Vereinigten Staaten.

### Gaswerke
Das erste kommerzielle Gaswerk entstand jedoch erst 1812 in der Great Peter Street durch die London and Westminster Gas Light and Coke Company (Leuchtgas- und Kokswerke London-Westminster), deren Kohlegase durch Holzrohre zur Westminster Bridge geleitet wurden und seit dem Neujahrstag 1813 Gaslampen versorgten. In den USA errichtete Rembrandt Peale mit vier Partnern die Gas Light Company of Baltimore (Leuchtgaswerke Baltimore) auf Basis von Stadtgas, während in Fredonia im Staate New York seit 1821 Erdgas verwendet wurde. Das erste Gaswerk auf dem europäischen Kontinent wurde 1825 in Hannover von der Imperial Continental Gas Association (ICGA) errichtet – bis 1870 gab es bereits über 340 Gaswerke in Deutschland, die Stadtgas aus Kohle, Holz, Torf, Harz bzw. Kolophonium (siehe Harzgas) und anderen Stoffen gewannen.
Die erste Versorgung mit Druckgasleitungen erfolgte 1807 in London, womit dreizehn Gaslampen zu je drei Gasdüsen in Glaslampen befeuert wurden, die die Pall Mall in ihrer Länge erleuchteten. Dies geht auf den Erfinder und Unternehmer Fredrick Winsor sowie den Schlossermeister Thomas Sugg zurück, der die Rohre herstellte und verlegte. Die weitere Verlegung in Privathaushalte wurde vor allem durch Wegerechte behindert, die für die Verlegung von Rohren unter der Straße mühsam beschafft werden mussten. Ohne diese Hemmnisse konnten William Murdock und sein Schüler Samual Clegg weite Gelände mit Leuchtgas versorgen.
In den 1850ern wurde von den Gaswerken die Erzeugung auf Wassergas umgestellt, wodurch statt Koks nunmehr direkt Kohle als Rohstoff eingesetzt werden konnte. 1860 zeigte der BWG-Prozess (blue water gas, erfunden 1850 von Carl Wilhelm Siemens) den Gebrauch von Kerosingasen, die bei der Veredelung von Benzinstoffen entstehen, zur Verwendung als Leuchtgas. Statt der bis dahin üblichen Herstellungsverfahren, die denen einer Kokerei glichen, zeigte Prof. Thaddeus S. C. Lowe 1875 die Herstellung von Wassergas unter Luftabschluss. Das CWG-Verfahren war dann das übliche Verfahren der Stadtgaserzeugung ab den 1880ern bis etwa zu den 1950er Jahren – das entstehende Stadtgas hat einen Heizwert von etwa 20 MJ/m³, was in etwa der Hälfte von Erdgas entspricht (37 MJ/m³). Mit der Entwicklung des Glühstrumpfs durch Carl Auer von Welsbach im Jahr 1885 wurde das Licht von Gaslampen mit nun wesentlich höherer Leuchtkraft auch konkurrenzfähig zur elektrischen Beleuchtung.
Die Verwendung von Leuchtgas hatte weitreichende gesellschaftliche Effekte. Zunächst betraf es die Industrie, deren Werke in der Mitte des 19. Jahrhunderts zuerst beleuchtet wurden und dort eine deutliche Verlängerung der Arbeitszeiten ermöglichten, bis hin zu durchgehenden Nachtschichten (insbesondere in den Spinnereibetrieben in England). Daneben ermöglichte die Straßenbeleuchtung einen erweiterten städtischen Verkehr, aber auch das Lesen von Büchern verbreitete sich als Abendbeschäftigung. Gaswerke entstanden in nahezu jeder Stadt in Großbritannien, die über Druckgasleitungen die Städte beleuchteten – mit der Erfindung des Gaszählers in den späten 1880ern wurde Stadtgas dann auch in Privathaushalten üblich und fand zunehmend auch andere Verwendung denn als Leuchtgas.
Die Verwendung von Stadtgas zur Heizung ist eine Folge der Verwendung von Heizöl zur Befeuerung von Wasserkesseln, die dann als Zentralheizung die Wohngebäude versorgen. Deren Flammen konnten auch durch Gasflammen ersetzt werden. 
In der Zeit der kommerziellen Nutzung von Stadtgas stand dieses jedoch auch in stetiger Konkurrenz zur Elektrizität, die im Vergleich als sauberer, ungefährlicher, einfacher zu handhaben und ohne Geruchsbelästigung empfunden wurde. So wurde der Gebrauch von Stadtgas als Leuchtmittel immer weiter zurückgedrängt und verblieb vor allem zum Kochen und Heizen.

### Ablösung durch Erdgas
Der Niedergang der Stadtgaserzeugung ist eine Folge der Entdeckung der Erdgasvorkommen in Europa, vor allem in der Nordsee, und für Mitteleuropa auch der Errichtung von Gaspipelines aus fernab liegenden Lagerstätten, etwa aus Russland. 1960 stellte Oldenburg als erste deutsche Großstadt von Stadtgas auf Erdgas um. Weitere Städte folgten Schritt für Schritt. In Wien und Augsburg (siehe dazu besonders Gaswerk Augsburg) beispielsweise erfolgte die Umstellung in einem lang anhaltenden Prozess von 1969 bis 1978. Bei einer Umrüstung mussten wegen des unterschiedlichen Heizwertes und des unterschiedlichen Betriebsdruckes die Düsen und die Dichtungen an der jeweiligen Feuerungstechnik ausgetauscht werden, oder die Geräte wurden durch neue ersetzt, die für Erdgas ausgelegt waren. Auch bestand das Problem, dass durch das im Vergleich zum Stadtgas eher trockene Erdgas klassische Dichtungen aus Hanf austrockneten und damit undicht wurden.
In Großbritannien wurde 1967 die Umstellung auf Erdgas beschlossen und mit staatlicher Förderung bis 1977 abgeschlossen – dabei wurden 13 Millionen Haushalte, 400.000 Geschäfte und 60.000 Industriebetriebe umgestellt (wobei auch einige gefährliche Konstruktionen entdeckt und außer Betrieb gesetzt wurden) – und endete schließlich am 1. September 1977 bei der Umstellung einer Gasbefeuerungsanlage in Edinburgh.
In West-Berlin wurde aus Gründen der Unabhängigkeit bis zur Wiedervereinigung Stadtgas genutzt, das ab den 1950er Jahren zunehmend aus Leichtbenzin und Schweröl erzeugt wurde. Während Ost-Berlin schon seit 1985 mit sowjetischem Erdgas versorgt wurde, war dies im Westen der Stadt erst ab 1991 der Fall. Bis 1996 wurden dort die Verbrauchsgeräte schrittweise auf Erdgas umgestellt.